# Liberat
Liberat je moško osebno ime.

## Izvor imena
Ime Libetat izhaja iz latinskega imena Liberatus, ki mu v Sloveniji pomensko ustreza ime Svobodan.

## Različice imena
- moške oblike imena: Svobodan, Libetato, Liberij, Libero
- ženske oblike imena: Libera, Liberia, Liberija

## Pogostost imena
Po podatkih Statističnega urada Republike Slovenije je bilo na dan 31. decembra 2007 v Sloveniji število moškkih oseb z imenom Liberat manjše kot 5.

## Osebni praznik
V koledarju je ime Liberat zapisano: 23. marca (Liberat, mučenec iz severne Afrike, † 23. mar. 484) in 18. januarja (Liberata (iz italijanskega mesta Como, † okrog leta 580).